# لیامتسا
لیامتسا (به لاتین: Lyamtsa) یک منطقهٔ مسکونی در روسیه است که در استان آرخانگلسک واقع شده‌است.